# Amatori Lodi
L'Amatori Wasken Lodi, més conegut com a Amatori Lodi, és un club d'hoquei sobre patins de la localitat italiana de Lodi que actualment disputa la SèrieA1 italiana. Fundat l'any 1965, els seus partits com a local els disputa al Palazzetto dello Sport Eugenio Castellotti, amb una capacitat per 2.655 espectadors.
El seu primer títol l'aconseguí l'any 1978 en alçar-se amb la Copa d'Itàlia, mentre que la temporada 1980/81 aconseguia la Lliga, fet que li permeté disputar la Copa d'Europa d'hoquei patins masculina de l'any 1982, arribant a la final, que perdé davant del poderós FC Barcelona. Posteriorment, l'any 1987 aconseguí la Copa de la CERS al derrotar el CE Noia a la final.
D'altra banda, la temporada 1994 s'alçà amb la Recopa d'Europa d'hoquei patins, derrotant el CP Voltregà a la final. La temporada 1995 i 1996 també disputà la final de la Recopa d'Europa, però en aquestes dues ocasions fou derrotat pel Roller Monza i el HC Liceo, respectivament.

## Palmarès
- 4 Copes italianes: 1978, 2011-2012, 2015-2016, 2020-2021
- 4 Lligues italianes: 1980-1981, 2016-2017, 2017-2018, 2020-2021
- 1 Copa de la CERS: 1986-1987
- 1 Recopa d'Europa: 1993-1994
- 1 Copa de la Lliga: 2009-2010
- 2 Supercopes italianes: 2016, 2018